# عنبر (المحويت)

تعديل مصدري - تعديل

عنبر هي إحدى قرى عزلة عنبر بمديرية المحويت التابعة لمحافظة المحويت، بلغ تعداد سكانها 317 نسمة حسب تعداد اليمن لعام 2004.